# Judith Blansjaar
Judith Blansjaar est une ancienne joueuse néerlandaise de volley-ball née le 23 mai 1990 à Beverwijk.  Elle mesure 1,77 m et jouait au poste de passeuse. Elle a totalisé 16 sélections en équipe des Pays-Bas.

## Clubs
| Club                | De        | À         |
| ------------------- | --------- | --------- |
| Martinus Amstelveen | 2005-2006 | 2006-2007 |
| VV Alterno          | 2007-2008 | 2009-2010 |
| TVC Amstelveen      | 2010-2011 | 2010-2011 |
| VV Taurus           | 2011-2012 | 2011-2012 |

## Palmarès
- Supercoupe des Pays-Bas 
  - Vainqueur :  2010.
  - Finaliste : 2009.
- Coupe des Pays-Bas
  - Finaliste : 2009, 2010.